# Odo de Cluny
Odo de Cluny (n. 878 d.Hr., Le Mans, Franța – d. 18 noiembrie 942 d.Hr., Tours, Francia Occidentală) a fost un călugăr benedictin, al doilea abate al Mănăstirii Cluny, inițiatorul reformei cluniacenze, o mișcare de înnoire spirituală din secolul al X-lea.